# Archiplutodes prasina
Archiplutodes prasina är en fjärilsart som beskrevs av Swinhoe 1892. Archiplutodes prasina ingår i släktet Archiplutodes och familjen mätare. Inga underarter finns listade i Catalogue of Life.